# Gönyüi-homokvidék
Gönyüi-homokvidék este o arie protejată (arie specială de conservare — SAC, sit de importanță comunitară — SCI) din Ungaria întinsă pe o suprafață de 2.880,9 ha, integral pe uscat.

## Localizare
Centrul sitului Gönyüi-homokvidék este situat la coordonatele 47°43′04″N 17°48′17″E / 47.7178°N 17.8047°E.

## Înființare
Situl Gönyüi-homokvidék a fost declarat sit de importanță comunitară în mai 2004 pentru a proteja 2 specii de plante și 7 specii de animale. Situl a fost protejat și ca arie specială de conservare în februarie 2010.

## Biodiversitate
Situată în ecoregiunea panonică, aria protejată conține 3 habitate naturale: Păduri stepice euro-siberiene cu Quercus spp., Stepe panonice nisipoase, Păduri panonice cu Quercus petraea și Carpinus betulus.
La baza desemnării sitului se află mai multe specii protejate:
- plante (2): Cirsium brachycephalum, Iris humilis subsp. arenaria
- amfibieni (1): triton cu creastă dobrogean (Triturus dobrogicus)
- mamifere (2): liliac cârn (Barbastella barbastellus), liliac comun (Myotis myotis)
- nevertebrate (4): Carabus hungaricus, croitorul mare al stejarului (Cerambyx cerdo), Cucujus cinnaberinus, rădașcă (Lucanus cervus)

Pe lângă speciile protejate, pe teritoriul sitului au mai fost identificate 7 specii de plante, 5 specii de amfibieni, 1 specie de mamifere, 2 specii de nevertebrate, 3 specii de reptile.